# Etnografía activista
La etnografía activista o a veces llamada también investigación militante es una metodología cualitativa introducida por Norman K. Denzin en The Call to Performance (2003), un artículo en forma de manifiesto en el que aboga por una nueva metodología en la que la actividad investigadora es, a su vez, una práctica política que como tal busca unos fines concretos. Junto con la etnografía performativa se puede considerar un tipo de etnografía crítica.
El estudio de campo, término originario de la antropología, enfatiza que los datos para el análisis se recogen en el campo, no en el laboratorio. La etnografía es un método particular de investigación dentro de este contexto y se propone describir una cultura en su contexto mismo de interacción social.
Los sextos y séptimos momentos de lo que hablaba Denzin hacen referencia a expandir las fronteras de la investigación para incluir etnografía autobiográfica, representaciones poéticas y multimedia. Y para añadir el discurso ético-moral, desarrollar textualidades sacras, entender las ciencias sociales como espacios de conversación crítica.
La etnografía activista se entiende como una parte del posicionamiento ontológico y epistemológico de una investigación y no como algo aparte ya que la manera de producir conocimiento en un contexto concreto en el que se forma parte del entramado actante-rizoma, estará ligada a la comprensión del fenómeno, las prácticas que él se lleven a cabo, la responsabilidad, compromiso y la propuesta de cambio social.